# Hippolyte Mazé
Pour les articles homonymes, voir Mazé.
Ne doit pas être confondu avec Hippolyte Maze.
Hippolyte Pierre Mazé, né le 2 novembre 1817 à Brest et mort le 29 janvier 1892 à Basse-Terre, est un botaniste, malacologiste français et commissaire général de la Marine française. Il fut gouverneur de la Guadeloupe.

## Gouverneur de la Guadeloupe
Il fut gouverneur de la Guadeloupe du 10 août 1879 au 21 décembre 1879 et du 28 décembre 1880 au 9 juillet 1881.